# Kägelventil

Inre uppbyggnad av en kägelventil.

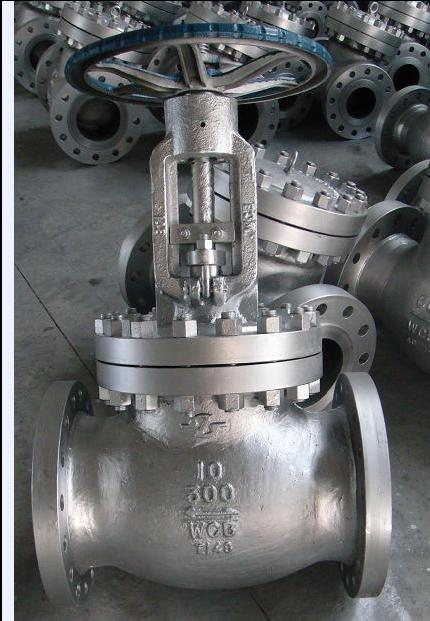
Kägelventil av stål.

Kägelventil är en ventil som reglerar ett flöde genom att en höj- och sänkbar ventilkägla kan öppna eller helt stänga till flödets väg genom ventilen. Käglan, som är monterad på en gängad och vridbar spindel, tätar mot en öppning (ventilsäte), vars form motsvarar käglans. 
Ventilen består av ventilhus, säte, kägla, spindel och veckbälg. Veckbälgen sitter bakom käglan och förhindrar att mediet kommer i kontakt med packboxen. På det viset elimineras risken för packboxläckage. Se även sätesventil. Ventilen, som anses vara underhållsfri, används för avstängning av följande medier: ånga, kondensat, hetvatten, hetolja samt hälso- och miljöfarliga medier. 